# Thyreodon kriegeri
Thyreodon kriegeri är en stekelart som beskrevs av Günther Enderlein 1912. Thyreodon kriegeri ingår i släktet Thyreodon och familjen brokparasitsteklar. Inga underarter finns listade i Catalogue of Life.